# Arica
Arica je přístavní město na severu Chile. Leží 18 km jižně od hranic s Peru, jehož bylo součástí do roku 1880. Arica je položena na soutoku řek Lluta a San José de Azapa. Arica je hlavní město provincie Arica v regionu Arica a Parinacota. Ročně zde spadne 0,8 mm srážek, což činí Aricu nejsušším městem v Jižní Americe. Podle města je pojmenován Arický záliv, který se rozkládá na pobřeží Peru a Chile.

## Historie města
Archeologické výzkumy v okolí města odhadly, že lidé zde žili už před 10 000 lety (mimo jiné kultura Chinchorro, ve které vznikly nejstarší mumie na světě). Prvním Evropanem na území města byl španělský kapitán Lucas Martinez de Begazo, který se zde objevil v roce 1541. Během španělské kolonizace se stalo město jedno z nejdůležitějších jihoamerických přístavů. Dnes je město s bohatou historií a plné nových budov.

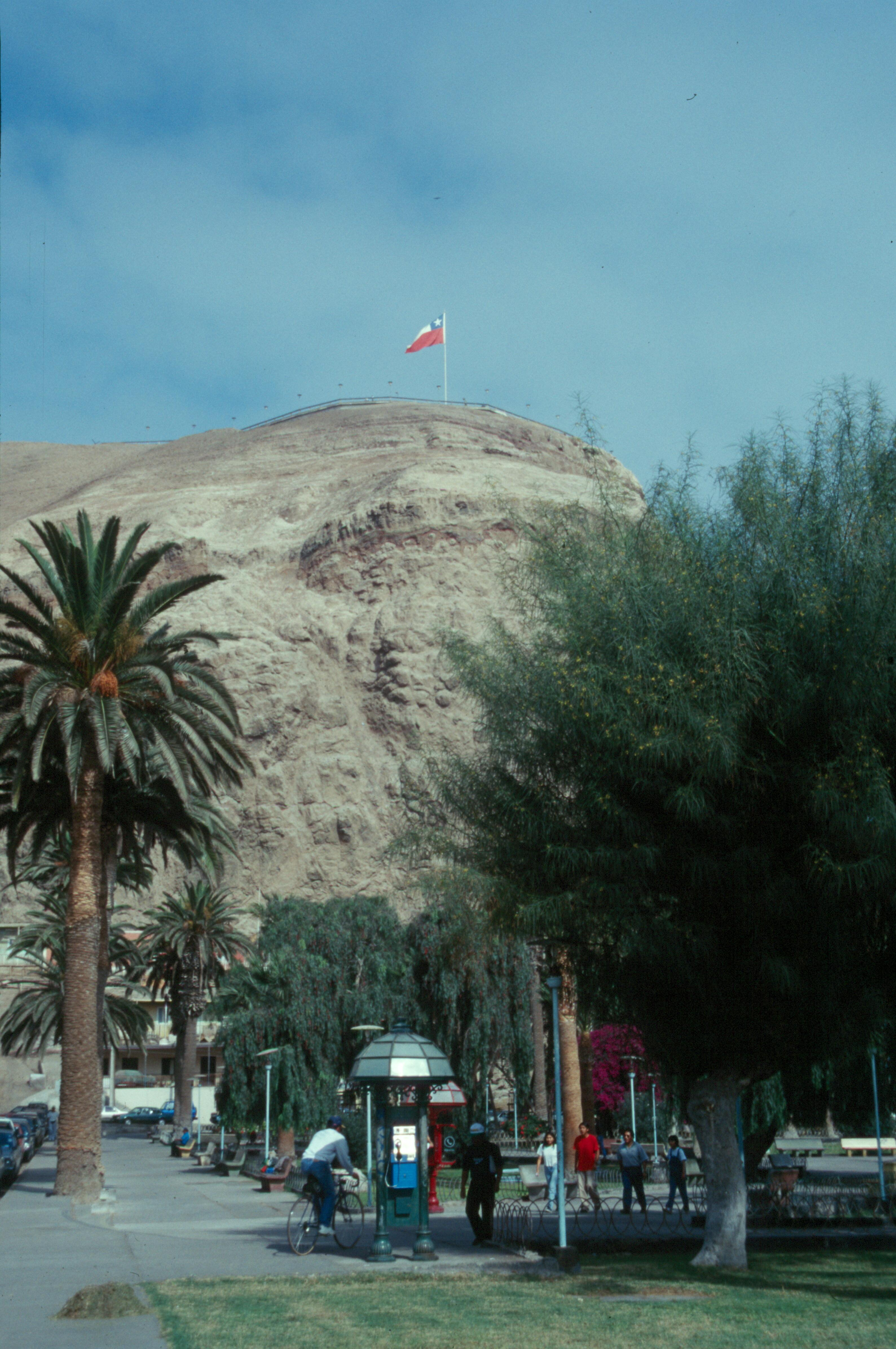
El Morro de Arica
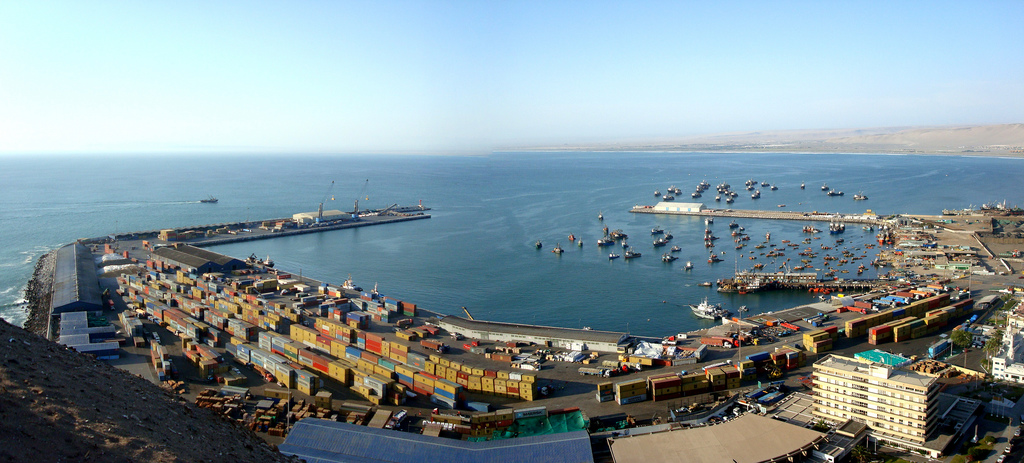
Přístav v Arice
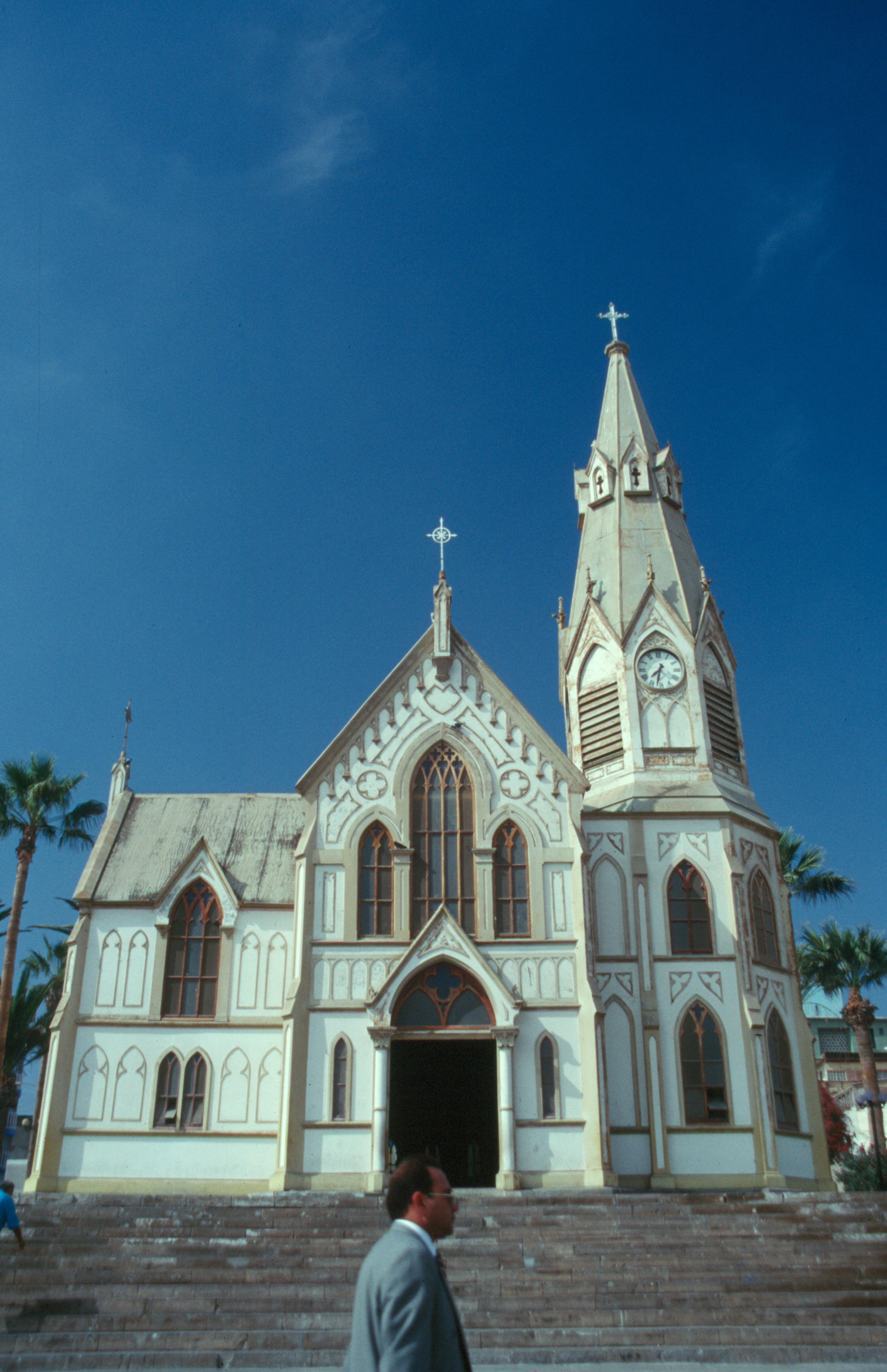
Katedrála de San Marcos de Arica, dílo Gustava Eiffela
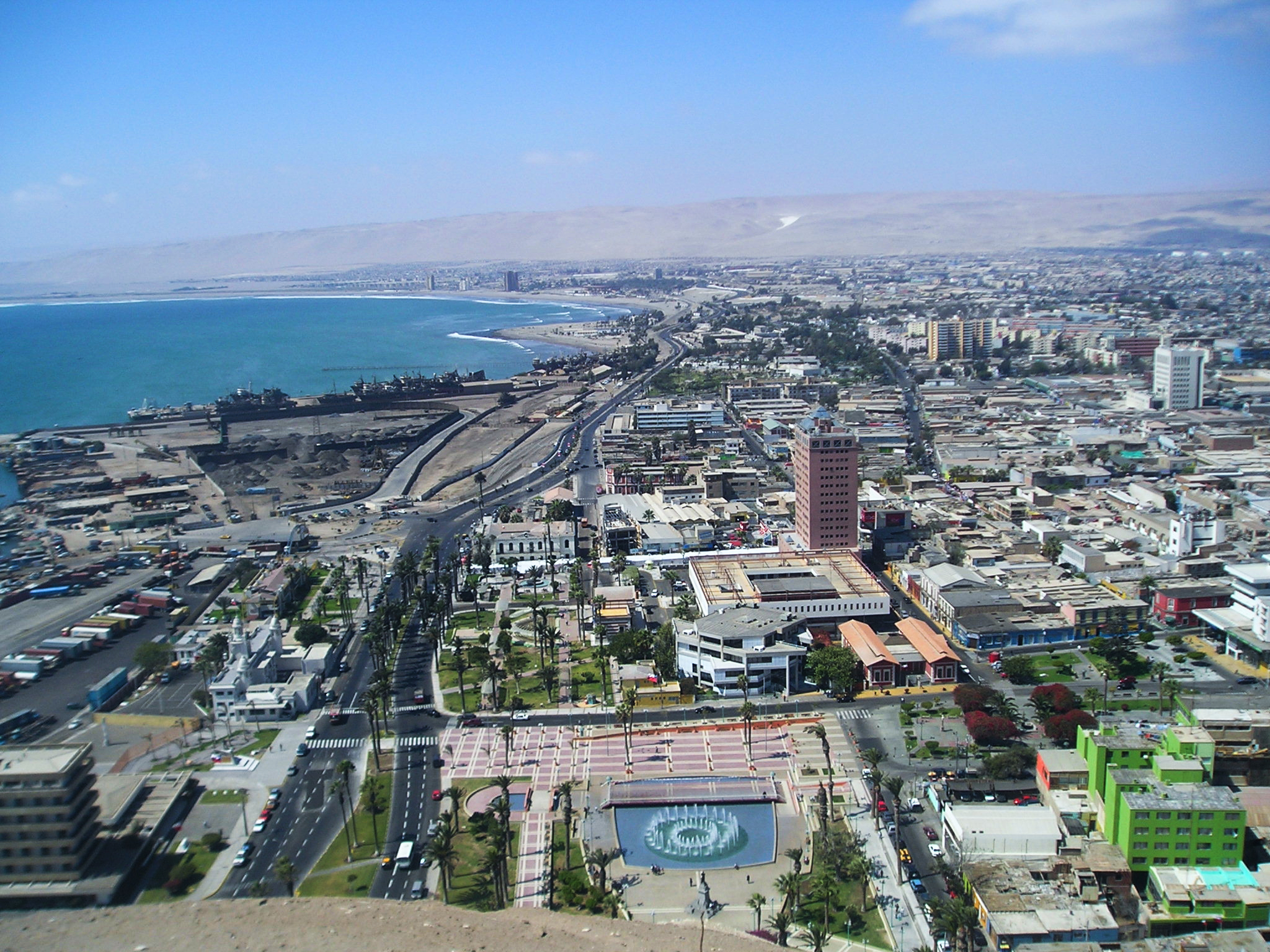
Pohled z El Morra na Aricu